# 比兴博伊伦
比兴博伊伦是德国莱茵兰-普法尔茨州的一个市镇。总面积6.00平方公里，总人口1651人，其中男性801人，女性850人（2011年12月31日），人口密度275人/平方公里。